# Henrike Jütting
Henrike Jütting (* 1970 in Münster) ist eine deutsche Autorin.

## Leben und Ausbildung
Henrike Jütting, Tochter von Traudel Jütting, geborene Abeler, und des Sportwissenschaftlers Dieter H. Jütting, absolvierte in Münster ihr Abitur und machte anschließend eine Ausbildung zur Groß- und Außenhandelskauffrau. Danach studierte sie in Bremen Soziologie und Kulturwissenschaften. Nach ihrem Studium promovierte Henrike Jütting in Wirtschafts- und Sozialwissenschaften und arbeitete in Bremen, Brüssel und Celle. Als Schriftstellerin lebt die verheiratete Mutter von zwei Töchtern nun wieder in Münster.

## Veröffentlichungen
Ihre Dissertationsschrift „Freiwilliges Engagement von Jugendlichen. Eine empirische Fallstudie über Absolventen des European Voluntary Service“ erschien 2003 im LIT-Verlag. Henrike Jütting untersuchte das jugendliche Engagement im Zusammenhang eines europäischen Freiwilligenprogrammes im Rahmen einer empirischen Fallstudie und forschte nach Handlungsorientierungen und Lernerfahrungen sowie Europabewusstsein junger Menschen.
Nach einigen Kurzgeschichten erschien 2017 ihr erster Krimi unter dem Titel „Schweigende Wasser“. Die Westfälischen Nachrichten schrieben dazu, die Hauptfigur sei „sympathisch lebensnah entwickelt und eine spannende Geschichte rund um einen fast vergessenen Todesfall“ werde erzählt. Im WDR wurde der Münster-Krimi als „Konkurrenz für Wilsberg und Co.“ bezeichnet. Ihr zweiter Krimi „Villa 13“ erschien 2019. Darin ist wiederum die fiktive Münsteraner Kommissarin Katharina Klein die Protagonistin. Die Westfälischen Nachrichten hoben dabei „vor allem die Figuren mit ihrer Psychologie und ihrem sozialen Umfeld“ hervor. Mit „Schatten über der Werse“ setzte Jütting 2020 die Münster-Krimi-Reihe rund um die Kommissarin Katharina Klein fort. Die Münstersche Volkszeitung schrieb dazu: „So einprägsam wie Jütting mit dem scharfen sezierenden Blick einer Pathologin beschreibt, ist schon eine Klasse für sich.“ Der WDR rezensierte: „Ein entspannter, kurzweiliger Krimi, fast als hätte Agatha Christie einen Krimi auf dem Campingplatz geschrieben.“
2022 erschien der vierte Teil der Münster-Krimiserie mit dem Titel „Spiel im Nebel“. Die Glocke schrieb dazu, dass das Buch in der „Tradition von Agatha Christie“ stünde und sich mit „reichlich Lokalkolorit“ sowie „fein beobachteten Millieu-Studien“ auszeichnete. Das Magazin „Alles Münster“ rezensierte: „Stimmung weiß die Autorin sehr eindringlich zu vermitteln. Neben den detailreich beschriebenen Orten und Landschaften sind es aber vor allem die fein ausgearbeiteten Charaktere, die zu begeistern wissen.“ Im August 2023 erschien Jüttings fünfter Münster-Krimi mit dem Titel „Mord im Kreuzviertel“. Dazu wurde Henrike Jütting in der WDR-Sendung „Lokalzeit“ interviewt. Das Magazin „Alles Münster“ schrieb über den Krimi: „Henrike Jütting serviert dem Leser nach und nach die Puzzleteile dieses Geflechts undurchdringlicher Geschichten, setzt sorgsam platzierte Cliffhanger beim Spiel mit den zeitlichen Ebenen und präsentiert gleichzeitig eine psychosoziale Studie einer gealterten Ex-WG.“. Im Roman "Hafentod", der im Mai 2025 mit dem Untertitel "Die langen Schatten der Vergangenheit" erschien, wird die Kommissarin Katharina Klein mit dem Tod des Sohnes eines in den 1980er Jahren ermordeten Arztes konfrontiert, wodurch sie gezwungen ist, die ungelösten Geheimnisse eines Verbrechens aus der Vergangenheit erneut zu untersuchen, um den aktuellen Fall aufzuklären.

## Werke
- Schweigendes Wasser. WesText, Hückelhoven 2017, ISBN 978-3-944972-31-2.
  - Neuauflage: Schweigendes Wasser. KBV, Hillesheim 2023, ISBN 978-3-95441-651-6.
- Villa 13. KBV, Hillesheim 2019, ISBN 978-3-95441-475-8.
- Schatten über der Werse. KBV, Hillesheim 2020, ISBN 978-3-95441-543-4.
- Spiel im Nebel. KBV, Hillesheim 2022, ISBN 978-3-95441-603-5.
- Mord im Kreuzviertel. KBV, Hillesheim 2023, ISBN 978-3-95441-650-9.
- Hafentod. KBV, Hillesheim 2025, ISBN 978-3-95441-723-0.